# Capitania d'El-Rei
A Capitania d'El-Rei, também conhecida como Rio Grande de São Pedro e Continente de São Pedro, originou-se na fixação, em 1737, de José da Silva Pais, 60 léguas acima da desembocadura da Lagoa dos Patos, então confundida com um Rio grande, para fundar o forte de Jesus-Maria-José. Este forte, feito de pau a pique foi a origem do povoamento da Vila de Rio Grande (futura cidade de Rio Grande).
Este domínio, estendido para aquelas áreas ambicionadas por Portugal, foi chamado de Capitania d'El-Rei (nome que já constava nos mapas portugueses do século XVI para esta região).
A área até ali apenas portava-se como um corredor de passagem entre as duas colonizações portuguesas mais próximas que eram Laguna e Colônia do Sacramento. A expectativa era que esta fundação pudesse aumentar a estabilidade das possessões portuguesas no prata.
A capitania chegou a ser ocupada pelos espanhóis e posteriormente foi recriada pelos portugueses como Capitania do Rio Grande de São Pedro, em 1760, estando subordinada ao Rio de Janeiro.

## Antecedentes
No ano de 1692 chegaram, em Nossa Senhora do Desterro (atual Florianópolis), um total de 260 casais oriundos dos Açores. Grande parte dos imigrantes ilhéus foi instalada no então município de Laguna (além de outros do sul de São Vicente), enquanto outra foi enviada para o atual Rio Grande do Sul.

## Representações na cultura

### Literatura
- O Tempo e o Vento/ O Continente. Érico Veríssimo. Porto Alegre: Ed Livraria do Globo, 1949.